# Иримешти (Прахова)
Иримешти (рум. Irimești) насеље је у Румунији у округу Прахова у општини Бреаза. Oпштина се налази на надморској висини од 515 m.

## Становништво
Према подацима из 2002. године у насељу је живело 41 становника, од којих су сви румунске националности.